# Zamek w Kwasowie
Zamek w Kwasowie – feudalny, romański zamek wybudowany w XII-XIII w. w Kwasowie.

## Historia
W 1549 roku zamek zakupił P. Matuznai, który zajmował się grabieniem mieszkańców. Na sejmie w 1564 roku węgierscy magnaci postanowili zamek spalić. Warownia posiadała mury grubości 1,3 m natomiast w baszcie miały 2 m. Obecnie obiekt jest w ruinie.